# Образцов, Лев Михайлович
Лев Михайлович Образцов (настоящая фамилия Шапфирин; 1865—1942, Ленинград) — российский оперный певец (баритон) и музыкальный педагог.

## Биография
В 1886—1889 гг. учился в Санкт-Петербургской консерватории (класс Камилло Эверарди).
До 1906 года выступал на провинциальных оперных сценах. Затем дебютировал в Новом летнем театре «Олимпия» в Петербурге и 1906 год пел в Мариинском театре, после чего ещё долго выступал в разных оперных театрах страны.
Среди исполняемых оперных партий: Онегин («Евгений Онегин»), Гамлет («Гамлет»), Фигаро («Севильский цирюльник» Дж. Россини), Валентин («Фауст»).
Записывался на грампластинки (всего записал 16 произведений) в Петербурге («Стелла», Омокорд, 1910).
В 1907—15-х гг. преподавал в Ростовском музыкальном училище, позднее в Ростовской консерватории, в 1929—1942 профессор Ленинградской консерватории. Среди учеников — Н. Л. Вельтер, М. Е. Пятницкий.
Надежда Львовна Вельтер оставила воспоминания, где писала о своем педагоге: Об оперном театре и о себе. — Л., 1984. С. 20.